# ラヴィニア・スペンサー
スペンサー伯爵夫人ラヴィニア・スペンサー（英語: Lavinia Spencer, comtesse Spencer、旧姓ビンガム（Bingham）、1762年7月27日 - 1831年6月8日）は、イギリスの貴族、伯爵夫人。アイルランドの貴族の娘に生まれ、オールトラップ子爵ジョージ・ジョン・スペンサー（後の第2代スペンサー伯爵）と結婚した。美貌と知性で名高く、文壇・海軍・政界に幅広い友人を持つ当時ロンドンで最も著名な女性であった。版画の下絵画家としても知られている。

## 略歴
初代ルーカン伯爵チャールズ・ビンガムとその妻マーガレット・スミス（Margaret Smith: 1740年-1814年）の長女に生まれる。母マーガレットは詩人、ミニアチュール画家。アイルランド北西部のカスルバー出身。
スペンサー伯爵家の御曹司ジョージ・スペンサー（1758年-1834年、初代スペンサー伯爵ジョン・スペンサーの息子）から求婚され、1782年3月6日に結婚した。新婦は18歳、新郎は22歳であった。夫妻には六男三女の子供がいた。1783年10月31日、夫ジョージがスペンサー伯爵位を継承している。
ラヴィニア・スペンサーは版画の下絵も描き、「A Pinch of Snuff（ほんの少しの嗅ぎタバコ）」は、1905年にイギリスで出版されたウォルター・ショー・スパローの「Women Painters of the World」に収録された。作品はイタリア出身の版画家Mariano Boviによって版画にされた。

## ラヴィニア・スペンサーの作品

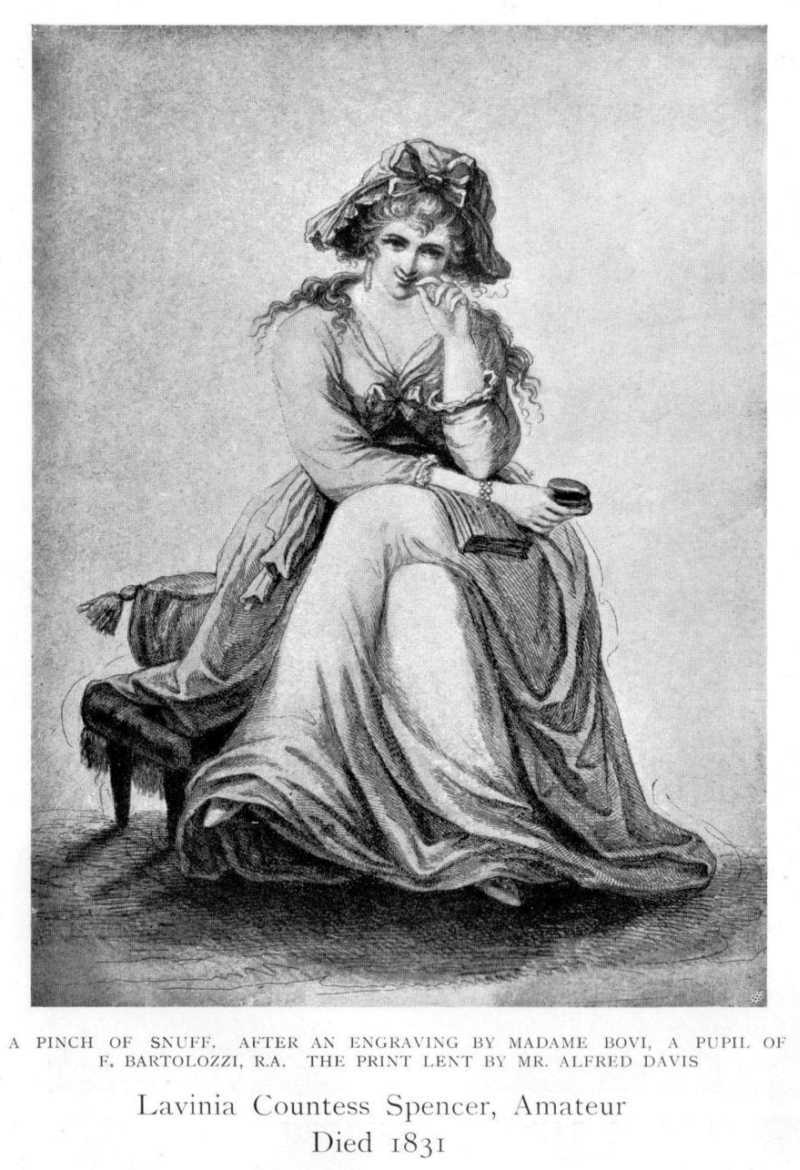
A Pinch of Snuff
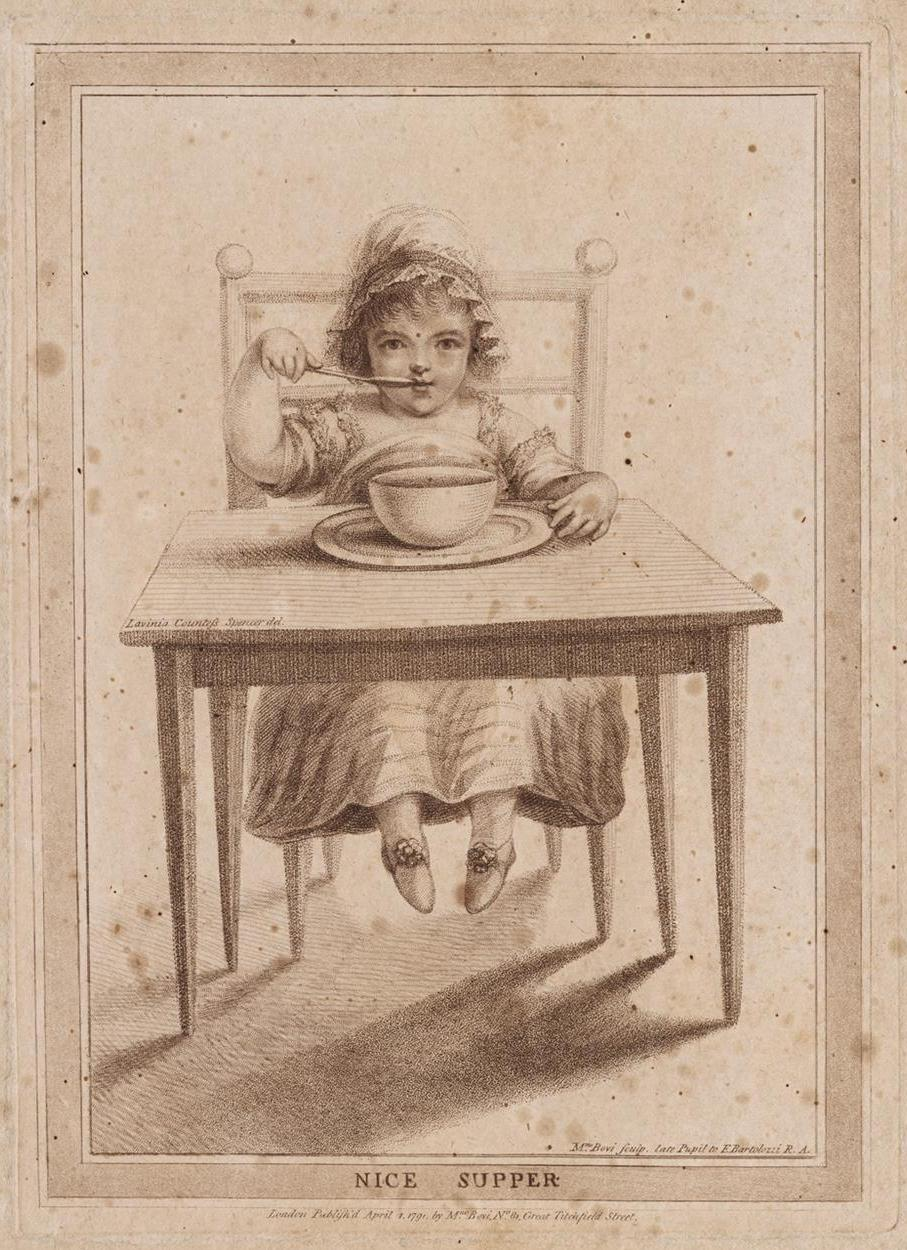
Nice Supper
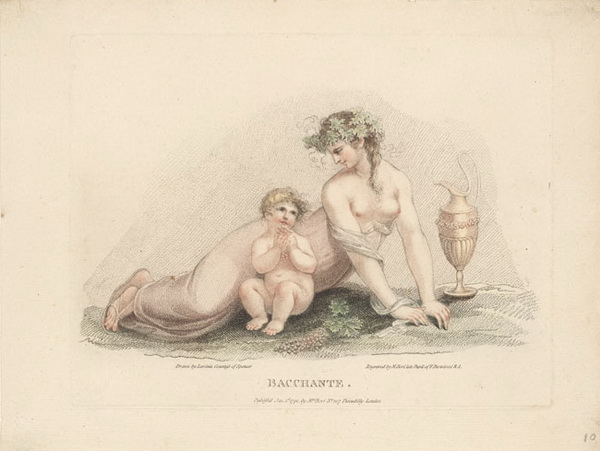
Bacchante
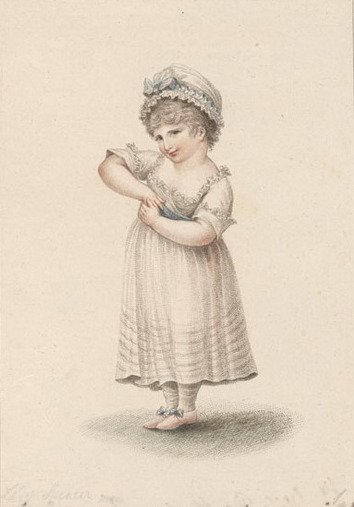
A little shy girl